# Фузариоз

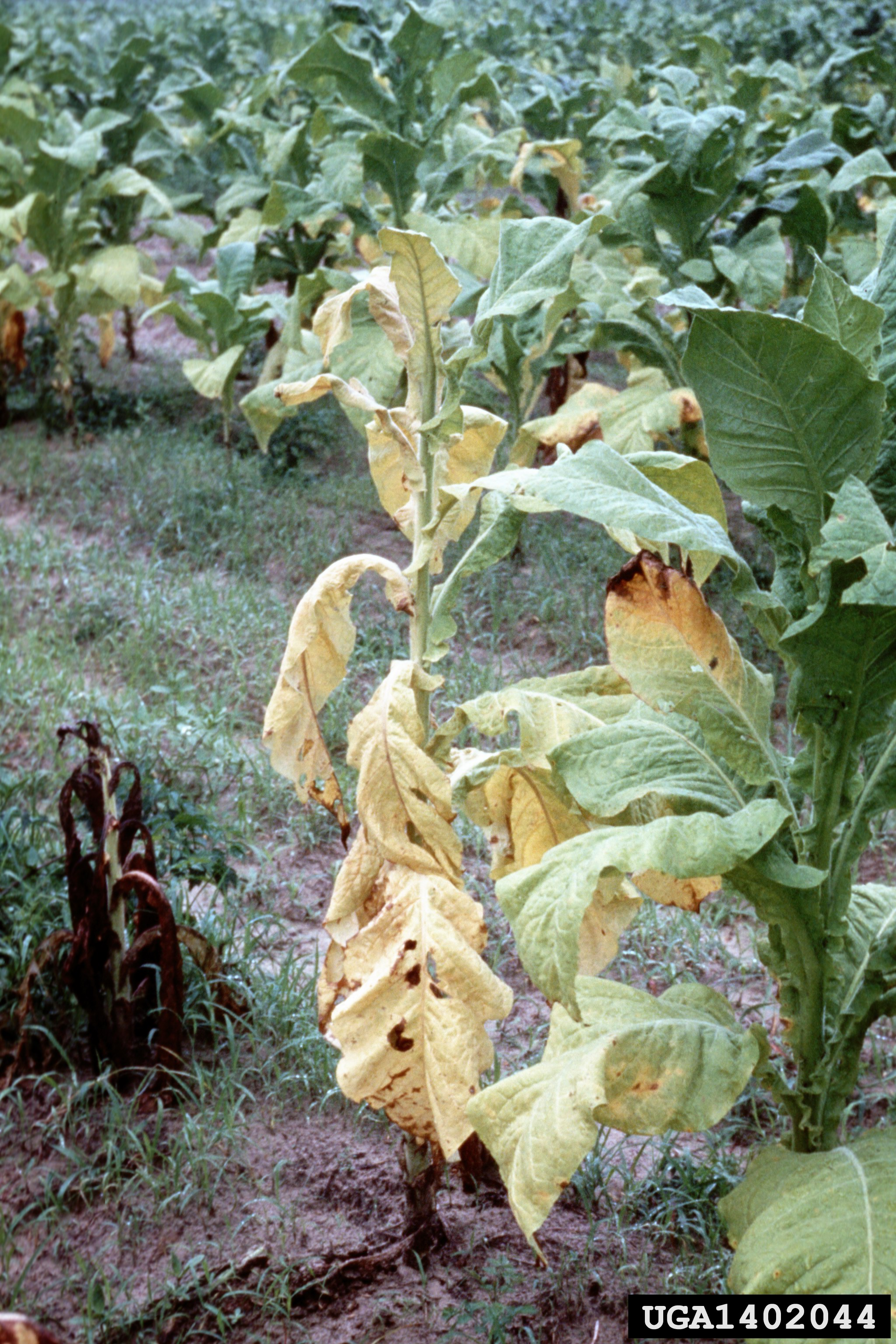
Фузариоз табака

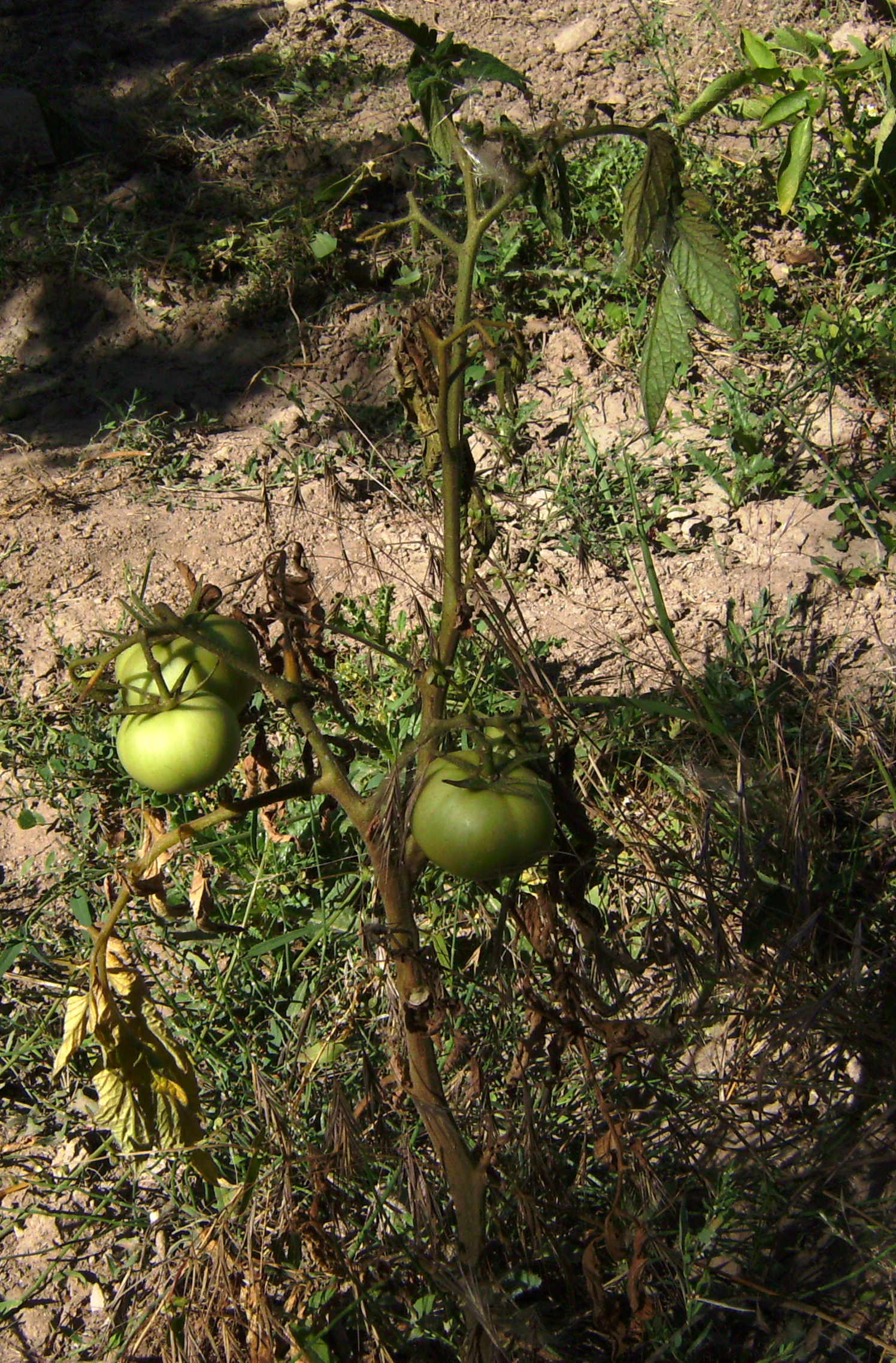
Фузариозное увядание томатов

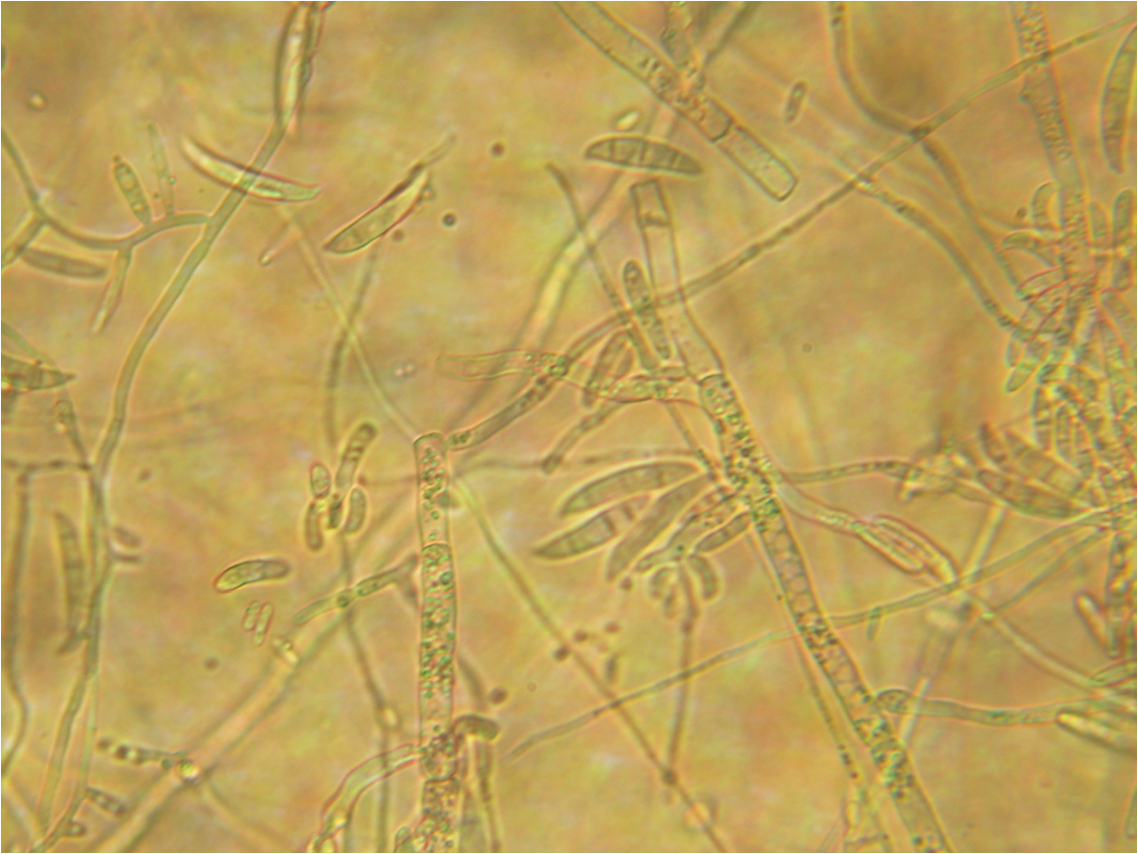
Конидии грибов рода Fusarium

Фузариоз — заболевание растений (культурных и дикорастущих), вызываемое грибами рода Fusarium.

## Фузариоз колоса пшеницы
Возбудители: представители рода Fusarium. Fusarium graminearum Schwabe (syn. Gibberella zeae (Schwein.) Petch), Fusarium avenaceum (Fr.) Sacc. (syn. Gibberella avenacea R.J. Cook), Fusarium poae (Peck) Wollenw., Fusarium sporotrichioides Sherb., Fusarium culmorum (W.G. Sm.) Sacc.. Гемибиотрофы.
Поражаются все зерновые колосовые культуры. Спустя 7—10 дней после заражения оранжево-розовая масса конидий формируется на поражённых колосках. Грибы могут перезимовывать мицелием, хламидоспорами, перитециями на инфицированных растительных остатках, семенах. Конидии распространяются ветром на достаточно большие расстояния. Аскоспоры сохраняются на растительных остатках и являются источником инфекции в следующем вегетационном периоде.
Последние 10—15 лет фузариоз колоса зерновых широко распространён в России. Заболевание наблюдается в большинстве регионов, где выращивается пшеница. Эпифитотии заболевания регулярно наблюдаются в годы, когда тёплые и влажные условия погоды приходятся на период колошения. Потери урожая при развитии инфекции могут достигать 20—50 %. Рост грибов в поражённых зёрнах приводит к накоплению токсических метаболитов (микотоксинов), опасных для здоровья людей и животных.
Защитные мероприятия: чередование зерновых культур и кукурузы с перерывом, как минимум, один год в севообороте; выращивание сортов, толерантных к болезни (высокоустойчивых к болезни сортов не существует); обработка семян фунгицидами для снижения развития гнили проростков (мероприятие не влияет на развитие фузариоза колоса); обработка растений фунгицидами, до некоторой степени снижающая вредоносность заболевания; заделка растительных остатков, способствующая уменьшению заболевания; хранение семян при влажности менее 14 %, предотвращающее рост патогенов и продуцирование микотоксинов.

## Фузариоз колоса ржи
Возбудители: Fusarium avenaceum (Fr.) Sacc. (syn.: Gibberella avenacea R.J. Cook), Fusarium poae (Peck) Wollenw., Fusarium sporotrichioides Sherb., Fusarium culmorum (W.G. Sm.) Sacc. Распространён повсеместно, где выращивается культура ржи.
Развитию заболевания способствует влажная погода в период колошения до созревания культуры. Через несколько суток после заражения на колосковых чешуях формируются спородохии гриба ярко оранжевого цвета, хорошо выделяющиеся на колосе. Зерно может иметь розово-оранжевый налёт мицелия и спор, часто белесоватое, грязно-зелёное. Грибы зимуют мицелием и хламидоспорами на инфицированных растительных остатках и семенах. Конидии вызывают заболевание, когда они попадают на колос ржи в период цветения и созревания. Споры прорастают, гриб развивается на чешуях и других частях колоса. Конидии распространяются ветром на большие расстояния, заражая вновь колосья зерновых и злаковых трав.
Фузариозные зёрна обычно легковесные и плохого качества, теряют жизнеспособность или являются причиной гнили проростков. Рост грибов в поражённых зёрнах приводит к накоплению токсичных метаболитов (микотоксинов), опасных для здоровья людей и животных. 
Защитные мероприятия: чередование зерновых культур с перерывом, как минимум, в один год в севообороте; посев ржи в хорошо подготовленную почву. Уменьшение растительных остатков на поверхности почвы способствует снижению заболевания. Устойчивых сортов к болезни не существует, однако некоторые сорта являются толерантными. Обработка растений ржи во время вегетации фунгицидами против фузариоза колоса не проводится. Протравливание семян перед посевом может снижать запас инфекции на семенах. Хранение семян при влажности менее 14 % предотвращает рост патогенов и продуцирование микотоксинов.
Карта: Распространение и вредоносность фузариоза колоса ржи (Fusarium spp.).

## Фузариоз колоса ячменя
Возбудители: Fusarium graminearum Schwabe (syn.: Gibberella zeae), Fusarium avenaceum (Fr.) Sacc. (syn.: Gibberella avenacea R.J. Cook), Fusarium poae (Peck) Wollenw., Fusarium sporotrichioides Sherb., Fusarium culmorum (W.G. Sm.) Sacc.. Гемибиотрофы.
Фузариоз колоса распространён повсеместно, где выращивается ячмень. Развитию заболевания способствует влажная погода в период колошения и созревания культуры. На колосковых чешуях при благоприятных условиях формируются спородохии гриба ярко оранжевого цвета, колоски приобретают тёмно-коричневый оттенок. Поражённое зерно становится белёсым или имеет грязно- коричневый оттенок. Иногда на зерне появляется розово-оранжевый налёт мицелия и спор. Грибы зимуют мицелием и хламидоспорами в инфицированных растительных остатках и семенах. Fusarium graminearum образует половую стадию, которая сохраняется на растительных остатках и служит источником инфекции в последующий вегетационный период. Заражение растений происходит в период цветения и созревания. 
Фузариозные зерна обычно легковесные и плохого качества, теряют жизнеспособность или являются причиной гнили проростков. Рост грибов приводит к накоплению в поражённом зерне микотоксинов, опасных для здоровья людей и животных. 
Защитные мероприятия: чередование зерновых культур с перерывом в севообороте, как минимум, на один год; посев ячменя в хорошо подготовленную почву, уменьшение растительных остатков на поверхности почвы. Устойчивых к болезни сортов не существует, однако некоторые сорта являются толерантными. Протравливание семян перед посевом может снижать запас инфекции на семенах. Обработка растений ячменя во время вегетации фунгицидами против фузариоза колоса не проводится.

## Фузариоз люцерны
Вызывается комплексом видов Fusarium, среди которых доминирует Fusarium oxysporum. Гриб вызывает загнивание корней и увядание растений. Листья становятся беловато-жёлтыми первоначально на одном стебле, позже желтеют другие стебли куста, а затем всё растение. Верхушка стебля засыхает или засыхает всё растение. У больного растения начинает загнивать главный корень и корневая шейка. Иногда корни выглядят внешне здоровыми, но на срезе наблюдается побурение сосудисто-волокнистых пучков. Фузариозное увядание чаще встречается на 2—3-летней и более старшего возраста люцерне. Воздушный мицелий на картофельно-сахарозном агаре плёнчато-паутинистый или войлочный, невысокий, бледно-сиреневый или белый. Макроконидии немногочисленные. Микроконидии обильные, в ложных головках, цилиндрические, овальные, эллипсоидальные, одноклеточные. Хламидоспоры промежуточные и верхушечные, гладкие, одиночные и в парах, округлые, неокрашенные.
Развитию болезни способствует повышенная кислотность и неустойчивый водный режим в почве, а также высокая температура. На территории бывшего Советского Союза фузариоз люцерны зарегистрирован в Воронежской области, Ростовской области, Ставропольском крае, Краснодарском крае, в Прибалтике, на Украине (Полтавская область, Харьковская область) и Узбекистане (Ташкент). Болезнь может вызывать гибель люцерны и приводить к изреженности посевов. Защитные мероприятия: уничтожение растительных остатков, соблюдение севооборота, рекомендуемого для каждой зоны, использование устойчивых сортов.

## Фузариоз всходов кукурузы
Возбудители: грибы рода Fusarium. Заболевание распространено повсеместно.
Низкая температура в период прорастания семян, повышенная влажность и кислотность почвы усиливают развитие заболевания. На поверхности прорастающей зерновки слабый налёт гриба розового или белого цвета. Вскоре после выхода растений кукурузы на поверхность росток буреет и отмирает. Если росток выживает, то он имеет слабо развитую корневую систему, больные растения задерживаются в росте, листья засыхают, некоторые растения полегают.
Защитные мероприятия: рекомендуется проводить посев протравленными семенами на хорошо прогреваемых участках и в оптимальные сроки; осуществлять комплекс агротехнических мероприятий, способствующих более быстрому прорастанию семян и лучшему развитию растений. Большое внимание уделяется созданию и использованию устойчивых к болезни гибридов.

## Фузариоз початков кукурузы
Возбудители: гемибиотрофы Fusarium verticillioides (Sacc.) Nirenberg (syn.: Fusarium moniliforme J. Sheld., Gibberella moniliformis Wineland).
На поверхности початков кукурузы в конце молочной — начале восковой спелости появляется бледно-розовый налёт гриба. При густом налёте зерновки разрушаются. На початке может быть 15—30 полуразрушенных зерновок. Налёт представляет собой мицелий и микроконидии гриба. Источником инфекции являются заражённые семена и послеуборочные остатки кукурузы. Весной наблюдается прорастание микроконидий и заражение растений. На послеуборочных остатках кукурузы может образовываться сумчатая стадия гриба — Gibberella fujikuroi. В этом случае аскоспоры могут также являться источником инфекции. Повреждённые насекомыми зерновки особенно подвержены заражению грибом.
Фузариоз початков является наиболее широко распространённым заболеванием кукурузы, особенно в районах с повышенной влажностью. В этих районах поражается до 50—60 % посевов кукурузы. Фузариоз початков приводит к снижению урожая и ухудшению его качества. Заболевание продолжает развиваться при хранении початков в условиях высокой влажности и недостаточной аэрации. Гриб F. moniliforme может продуцировать микотоксины, известные как фумонизины. Эти токсины канцерогенны для человека и животных. 
Защитные мероприятия: удаление больных початков; осенняя вспашка поля с удалением растительных остатков кукурузы; протравливание семян; проведение мероприятий по борьбе с насекомыми, повреждающими початки; правильные условия хранения початков и контроль содержания микотоксинов до закладки зерна на хранение.

## Фузариоз гороха (корневая гниль и трахеомикозное увядание)
Возбудители: Fusarium oxysporum f.sp. pisi W.C. Snyder & H.N. Hansen, Fusarium solani f.sp. pisi, Fusarium culmorum Sacc., Fusarium avenaceum (Fr.) Sacc., Fusarium semitectum Berk. et Rav., Fusarium gibbosum App. et Wr. Возбудители фузариоза гороха широко специализированные виды.
Источники инфекции: заражённые почва, семена и растительные остатки. 
Заболевание проявляется в двух видах: корневой гнили и трахеомикозного увядания. Виды Fusarium вызывают сухую гниль корней и корневой шейки растений гороха в фазу всходов. Поражённые растения легко выдёргиваются из почвы. Трахеомикозное увядание чаще проявляется в период цветения и формирования бобов. Листья теряют тургор, поникает верхушка, растение быстро увядает. На поперечном разрезе стебля видны потемневшие сосуды. При повышенной влажности на поражённых органах образуется оранжево-розовый налёт спороношения гриба. Конидии у грибов бесцветные, веретеновидные или серповидные, с несколькими перегородками, размер варьирует. Многие виды образуют микроконидии и хламидоспоры.
Распространение: повсеместно. Развитие фузариоза на посевах гороха приводит к выпадению всходов, потерям урожая до 50 %, ухудшению качеств посевного материала. Для снижения заражённости посевов рекомендуется соблюдение севооборотов, уничтожение растительных остатков, использование смешанных посевов, протравливание семян.
Карта: Распространение и зоны вредоносности фузариоза гороха.

## Фузариоз риса
Возбудители: некоторые виды рода Fusarium, в частности Fusarium graminearum Schwabe (syn.: Gibberella zeae (Schwein.) Petch).
Пятна на поверхности колосковых чешуй вначале белёсые, затем жёлтые, розовые или карминовые. Поражённые зёрна лёгкие, щуплые, крошащиеся, могут иметь красноватую окраску или бурые пятна. Узлы стеблей загнивают, чернеют и разрушаются. Стебли увядают, переламываются и растения полегают. На чешуях могут быть заметны спородохии, скопления конидий, сине-чёрные перитеции. Перитеции также формируются на узлах поражённых стеблей. Источником первичного инокулюма являются поражённые растительные остатки на которых сохраняются сумки с аскоспорами, перезимовавшие конидии и заражённые семена. Гриб сохраняется в семенах более 13 месяцев. Всхожесть поражённых семян риса снижается в 2—3 раза. Гриб продуцирует микотоксины, загрязняющие зерно. 
Защитные мероприятия: оптимальная агротехника, соблюдение севооборотов, культивирование относительно устойчивых сортов, уничтожение поражённых растительных остатков, очистка семенного материала от щуплых семян, протравливание семян перед посевом, опрыскивание фунгицидами в период вегетации.
На территории бывшего СССР заболевание отмечается в Ростовской области, Прикаспии, Краснодарском крае, Дагестане, на Дальнем Востоке, в Казахстане, Узбекистане и Таджикистане.

## Фузариозная корневая гниль пшеницы
Возбудители, гемибиотрофные паразиты: Fusarium oxysporum, Fusarium solani, Fusarium avenaceum, Fusarium verticilliodes (половая стадия — Gibberella fujikuroi) , Fusarium subglutinans (половая стадия — Gibberella subglutinans), Fusarium acuminatum, Fusarium equiseti. 
Конидии образующиеся на поражённой растительной ткани распространяются с водой, ветром, при обработке почвы или с инфицированными семенами. Хламидоспоры сохраняются в почве в течение многих лет. Грибы также могут перезимовывать мицелием на инфицированных растительных остатках, семенах. Растения инфицируются при прорастании семян или в период роста. Патогены проникают в корни и заселяют поверхностные ткани и ксилему. Проростки инфицируются находящимися в почве, на растительных остатках, на поверхности семян. Прорастание спор грибов стимулируется выделениями семян и корневых волосков. Поражение растений обычно повышается при условиях способствующих угнетению растений.
 Симптоматика и распространение: грибы рода Fusarium встречаются во всех регионах, где выращивают пшеницу, как составная часть комплекса патогенов обыкновенной корневой гнили. В азиатской части, в комплексе патогенов вызывающих корневую гниль, грибы Fusarium на корнях встречаются реже, чем гриб Cochliobolus sativus.
Симптомы: потемневшие участки корней от тёмно-коричневых до чёрных, разрушенная или полностью сгнившая корневая система. Симптомы включают уменьшение прорастания семян, обесцвечивание растений, снижение роста корней и массы растений. Тёмные или коричневые участки часто встречаются на первом или втором междоузлие.
Растения могут погибнуть вскоре после прорастания. Если проростки поражены незначительно растения выживают, но корневая гниль может возникнуть позже. Вторичная инфекция, вызванная другими почвенными патогенами, усиливает проявление заболевания. Корневая гниль может вызвать значительные потери урожая, уменьшая количество побегов, вес зерна и количество зёрен в колосе. Недобор урожая от фузариозной корневой гнили достигает 5—30 %. Здоровые семена являются залогом успешного производства зерновых. Обработка семян фунгицидами является обязательным элементов уменьшающим болезни семян и проростков. Севооборот и борьба со злаковыми сорняками уменьшают накопление патогена. Факторы, которые способствуют здоровью растений и их росту, уменьшают потери связанные с фузариозной корневой гнилью. Лучший путь ограничения заболевания — сеять в тёплую, хорошо обработанную почву, стимулирующую быстрый рост. Применение фосфорных и калийных удобрений усиливают рост корней, и повышает устойчивость к болезни. Использование устойчивых сортов также снижает поражение растений.

## Фузариоз сои (корневая гниль, трахеомикозное увядание)
Возбудители: сапробионты Fusarium oxysporum Schlecht, Fusarium solani (Mart.) Appel et Wr., Fusarium gibbosum App. et Wr., Fusarium avenaceum (Fr.) Sacc., Fusarium culmorum (Sm.) Sacc., Fusarium heterosporium Nees.
На посевах сои заболевание встречается повсеместно.
Источники инфекции: заражённые почва, семена и растительные остатки. Встречается несколько типов проявления фузариозов: корневая гниль, гибель точки роста, увядание, пятнистость листьев, загнивание бобов и семян. На всходах болезнь проявляется в виде побурения корневой шейки и корня. На семядолях глубокие бурые язвы, во влажную погоду покрывающиеся бело-розовым спороношением гриба. При поражении точки роста всходы часто погибают. Корневые гнили на взрослых растениях характеризуются утончением и побурением корневой шейки, что приводит к надламыванию стеблей и загниванию корней. На листьях появляются мелкиe, затем увеличивающиеся пятна, непоражённая часть листа желтеет и подсыхает. Трахеомикозное увядание (возбудитель F. oxysporum) наблюдается в основном в фазу цветения и образования бобов. При этом листья теряют тургор, желтеют, затем засыхает всё растение. На поперечном стезе стебля заметно побурение. В результате фузариозного заражения происходит опадение цветков и завязей. На бобах фузариоз проявляется в конце вегетации в виде пятен и язв. На стенке створок образуется мицелиальная плёнка, проникающая в семена. Заражённые семена морщинистые, щуплые. В течение вегетации гриб на поражённых растениях образует спороношение, состоящие из многочисленных конидий двух типов: мелких микроконидий и крупных макроконидий. Форма микроконидий разнообразная: овальная, яйцевидная, булавовидная; макроконии чаще всего серповидные, веретеновидные, ланцетовидные с 3—5 перегородками. Грибы также образуют хламидоспоры. 
Корневые гнили преобладают при достаточном и избыточном увлажнении. Наибольшее заражение корневой системы растений происходит при влажности почвы 70 %. Трахеомикозное увядание развивается в сухую и жаркую погоду. Возбудители фузариозов широко специализированы, поражают многие виды растений из различных семейств. Заболевание очень вредоносно. Развитие на всходах приводит к гибели растений. Больные взрослые растения отстают в росте, образуют щуплые бобы, или бобы не завязываются совсем; дают щуплые невсхожие семена. Масса зерна при сильном поражении растений может снижаться на 57—77 %. Развитие болезни сдерживают соблюдение севооборота, зяблевая вспашка, оптимальные сроки сева, своевременная уборка и сушка зерна; протравливание семян, химическая обработка растений в период вегетации, использование устойчивых сортов.

## Фузариоз подсолнечника, корневая гниль подсолнечника
Возбудители: сапротрофы Fusarium spp., Rhizoctonia spp.
Грибы из рода Fusarium имеют в жизненном цикле бесцветный или окрашенный мицелий, на котором формируются макро- и микроконидии. Патогены из рода Rhizoctonia на поражённой ткани формируют бурый мицелий и чёрные склероции. Наиболее интенсивно заболевание проявляется во влажной тяжелосуглинистой почве при температуре 18—28 °C и pH в пределах 3,5—5,0. Вызывают изреженность посевов и преждевременное их усыхание, могут снижать урожай от 10 % до 50 %.
Диагностическим признаком корневой гнили подсолнечника является тёмный некроз на корнях, приземных частях стеблей, а также далее проникающая внутристебельная гниль. В результате происходит быстрая гибель молодых растений или постепенное увядание и преждевременное усыхание подсолнечника. Инфекционное начало возбудителей болезни сохраняется в почве, в поражённых растительных остатках и семенах.
Распространение (на территории бывшего СССР) — повсеместно в местах выращивания подсолнечника.
Защитные мероприятия: ротация подсолнечника в севообороте, предпосевное протравливание семян фунгицидами.

## Фузариоз или трахеомикозное увядание хвойных деревьев
Возбудители: Fusarium spp. Симптомы: хвоя желтеет, краснеет и опадает, крона частично редеет, а сами растения постепенно усыхают. Первое время заболевание может протекать в скрытой форме. Чаще всего поражаются саженцы и молодые растения. Лечение поражённых деревьев практически невозможно, через несколько лет они погибают. Для предупреждения фузариоза необходимо использовать здоровый посадочный материал; своевременно удалять все засохшие экземпляры с корнями и поражённые растительные остатки. В профилактических целях также замачивают молодые растения с открытой корневой системой в растворе одного из препаратов: фитоспорин-М, витарос.

## Фузариозное увядание томатов
Возбудитель: Fusarium oxysporum f.sp. lycopersici. Заболевание наиболее вредоносно в теплицах при монокультуре томата. Фузариоз томатов поражает сосудистую систему растений, куда проникает из почвы через точки роста тонких боковых корешков. Затем мицелий и микроконидии распространяются по сосудам в разные части стебля, черешки, плодоножки, плоды и даже семена. Иногда возбудитель может находиться внутри семян. Инкубационный период болезни в зависимости от состава грунта, возраста, сорта и условий среды колеблется от 7 до 30 дней.
Внешние признаки фузариоза томатов сходны с признаками вертициллёза, однако отличаются более выраженным хлорозом листьев. Заболевание начинается с нижних ярусов листьев и распространяется вверх, охватывая все листья. Сначала отмечают слабое привядание верхушек побегов, затем деформацию черешков и скручивание листовых пластинок. На поперечном срезе поражённых стеблей отмечается побурение сосудов. При помещении срезов во влажные условия через 24—48 часов из поражённых сосудов выступает нежный белый мицелий патогена. Через покровные ткани стебля просвечивают сосуды. Листья растений приобретают бледно-зелёную или жёлтую окраску с посветлением жилок. 
Методы защиты: пропаривание грунта, фумигация бромистым метилом обработка базамид-гранулятом. Наиболее эффективным методом защиты является выращивание устойчивых сортов и гибридов.

## Фузариозное увядание огурца
Возбудитель: Fusarium oxysporum f. sp. cucumerinum. Заболевание распространено повсеместно, главным образом при выращивании в закрытом грунте. 
Первые признаки — увядание верхушки или отдельных листьев растения. Увядание сопровождается гнилью прикорневой части стебля. В период цветения и в начале образования плодов корневая шейка и корни больных огурцов буреют, кора их растрескивается, загнивает. На поперечном срезе прикорневой части стебля видно кольцо побуревших сосудов. Во влажных условиях на стеблях больных растений вблизи поверхности почвы появляется розовый налёт. В нём находятся бесцветные розовые конидии. Возбудитель проникает в растение через корневые волоски и ранки в корне.
Заболевание опасно при температуре почвы ниже 10—15 °C. Основной источник заражения огурца фузариозом — почва, куда гриб попадает с растительными остатками и где может сохраняться длительный срок. 
Профилактика: дезинфекция грунта, протравливание семян, уничтожение поражённых растений, поддержание оптимальной температуры и влажности воздуха в теплице, полив растений тёплой (22 °C) водой.

## Корневая гниль огурца
Возбудители: грибы Fusarium spp. (Fusarium oxysporum, Fusarium solani и др.), Rhizoctonia aderholdii (факультативные паразиты).
 Заболевание распространено повсеместно в зоне выращивания культуры. Источник инфекции — хламидоспоры, сохраняющиеся в поражённых растительных остатках и почве. Развитию ризоктониоза способствуют резкие суточные колебания температуры, длительное понижение температуры (ниже 13 °C), наличие высокой влажности в почве (80 % и выше) и в воздухе (90—95 %), недостаток освещения, рН почвы 5—7,6. Источник инфекции — склероции, сохраняющиеся в поражённых растительных остатках.
Заболевание распространено как в закрытом, так и в открытом грунте и проявляется в течение всей вегетации. Оно является комплексным и возникает в результате неблагоприятных условий выращивания, которые ослабляют растения и этим самым способствуют развитию паразитных почвенных патогенов. На поражённых фузариозом сеянцах заболевание проявляется в побурении корневой шейки и корня, стебель утончается, семядольные и молодые листочки увядают, растение погибает. У более взрослых растений желтеют и увядают листья, на нижней части стебля и корне буреет кора, стебли размочаливаются, растение увядает и засыхает. На срезе корня хорошо видны побуревшие сосуды, в которых развивается мицелий гриба. Мицелий белый паутинистый, с розовым или желтоватым оттенком. Конидиеносцы хорошо выраженные, простые или разветвлённые. Макроконидии образуются на простых или разветвлённых конидиеносцах, обычно серповидные с различным характером и степенью изогнутости. Микроконидии обильно образуются на длинных цилиндрических конидиеносцах, имеют овально-цилиндрическую форму. Хламидоспоры одно-двухклеточные, неокрашенные. При поражении растений ризоктониозом загнивает корневая шейка всходов, верхушка растения поникает, листья сморщиваются, искривляются, буреют и засыхают. Мицелий образует тонковойлочный бурый налёт и мелкие тёмно-бурые склероции неправильной формы. На гифах (5,5—9 мкм толщиной) иногда образуются цепочки утолщённых, нераспадающихся клеток.
При несоблюдении правильных условий выращивания огурцов гибель всходов достигает 60—80 %, а снижение урожая до 23—38 %. К защитным мероприятиям относятся: уборка и уничтожение растительных остатков; соблюдение севооборота (возврат тыквенных на прежнее поле через 4—5 лет); обеззараживание почвогрунтов; дезинфекция парников и теплиц; не допускать резких перепадов температуры воздуха, почвы и воды (температура воды не ниже 20 °C, температура почвы не ниже 20—22 °C); протравливание семян перед посевом; внедрение устойчивых сортов.

## Трахеомикозное увядание рододендрона
Возбудитель: гриб Fusarium oxyspopum. Симптоматика: корни буреют и загнивают, гриб проникает в сосудистую систему растения и заполняет её, перекрывая движение питательных веществ. Листья, начиная с верхних частей побегов постепенно теряют тургор, буреют и засыхают. Листья опадают вместе с черешками, а из сосудов стебля по коре начинает распространяться серовато-белая грибница. Инфекция сохраняется в растительных остатках и заражённых растениях.
Меры борьбы: своевременное сжигание погибших растений вместе с корнями. При промышленном выращивании профилактическое опрыскивание растений и полив корнеобитаемой зоны 0,2% раствором фундазола.